# Buk-gu (Busan)
Buk-gu (koreanisch 북구) ist einer der 16 Stadtteile von Busan und hat 293.412 Einwohner (Stand: 2019). Es handelt sich dabei um einen der nördlichen Bezirke der Stadt. Wörtlich übersetzt bedeutet der Name Nordbezirk. Der Bezirk grenzt im Uhrzeigersinn an die Stadtteile Geumjeong-gu, Dongnae-gu, Busanjin-gu, Sasang-gu und Gangseo-gu.

## Bezirke

Verwaltungseinheiten des Buk-gu

Buk-gu besteht aus 5 dong (Teilbezirke), wobei alle bis auf den nördlichsten Geumgok-dong in drei weitere dong unterteilt sind. Somit verfügt der Bezirk insgesamt über 13 dong.
- Deokcheon-dong
- Geumgok-dong
- Gupo-dong
- Hwamyeong-dong
- Mandeok-dong

## Verwaltung
Als Bezirksbürgermeisterin amtiert Jeong Myeong-hui.